# Liévin Rosseels
Pierre Livin (Liévin) Rosseels (1843-1921) was een Belgisch tuin- en landschapsarchitect uit Leuven.
Pierre Livin Rosseels was de zoon van de Leuvense kweker en tuinarchitect Egidius Rosseels (1800-1877), die in de loop van de 19e eeuw internationale bekendheid verwierf als ontwerper van parken in Engelse landschapsstijl. Vader en zoon werkten vanaf de jaren 1860 samen, onder andere aan het eerste ontwerp voor het Stadspark Maastricht en de tuin van het kasteel Bloemendale in Beernem. De Rosseels bezaten in Leuven kweekvelden en serres voor heesters, sierbomen en zeldzame, exclusieve planten.
Rosseels was gespecialiseerd in het ontwerpen van parkachtige bestemmingen in gebieden waar vestingwerken waren afgebroken. Bekende ontwerpen van hem zijn het Kronenburgerpark en Hunnerpark in Nijmegen (1885), het Stadspark Maastricht (1886), de Edouard Remyvest in Leuven (1886-'90) en de uitbreiding van de Algemene Begraafplaats Tongerseweg in Maastricht (1910).
Zijn zoon Livin Gustave Rosseels was eveneens tuinarchitect en werkte aanvankelijk samen met zijn vader. In 1918 ontwierpen zij gezamenlijk het Aldenhofpark in Maastricht.

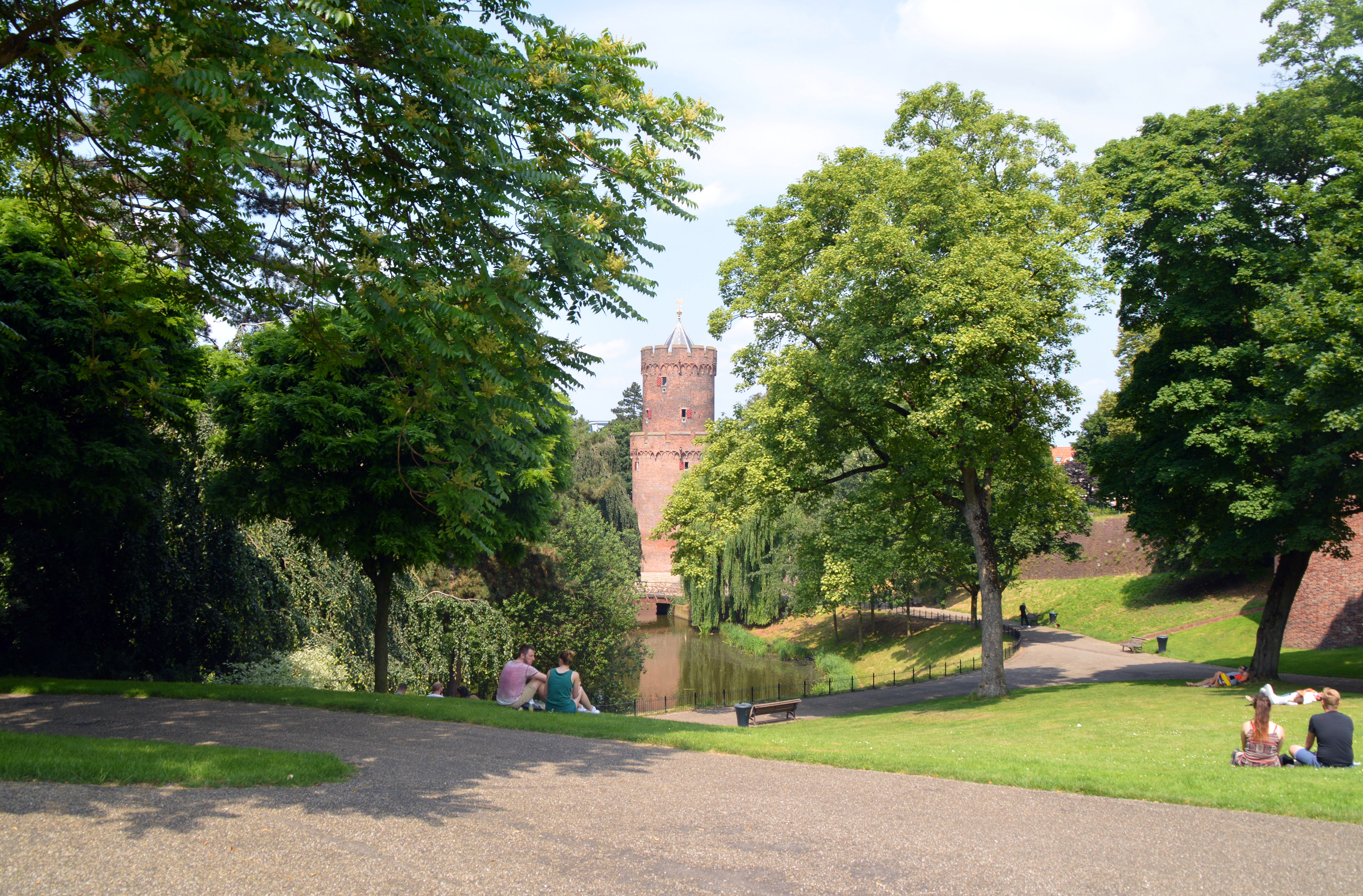
Nijmegen Kronenburger park
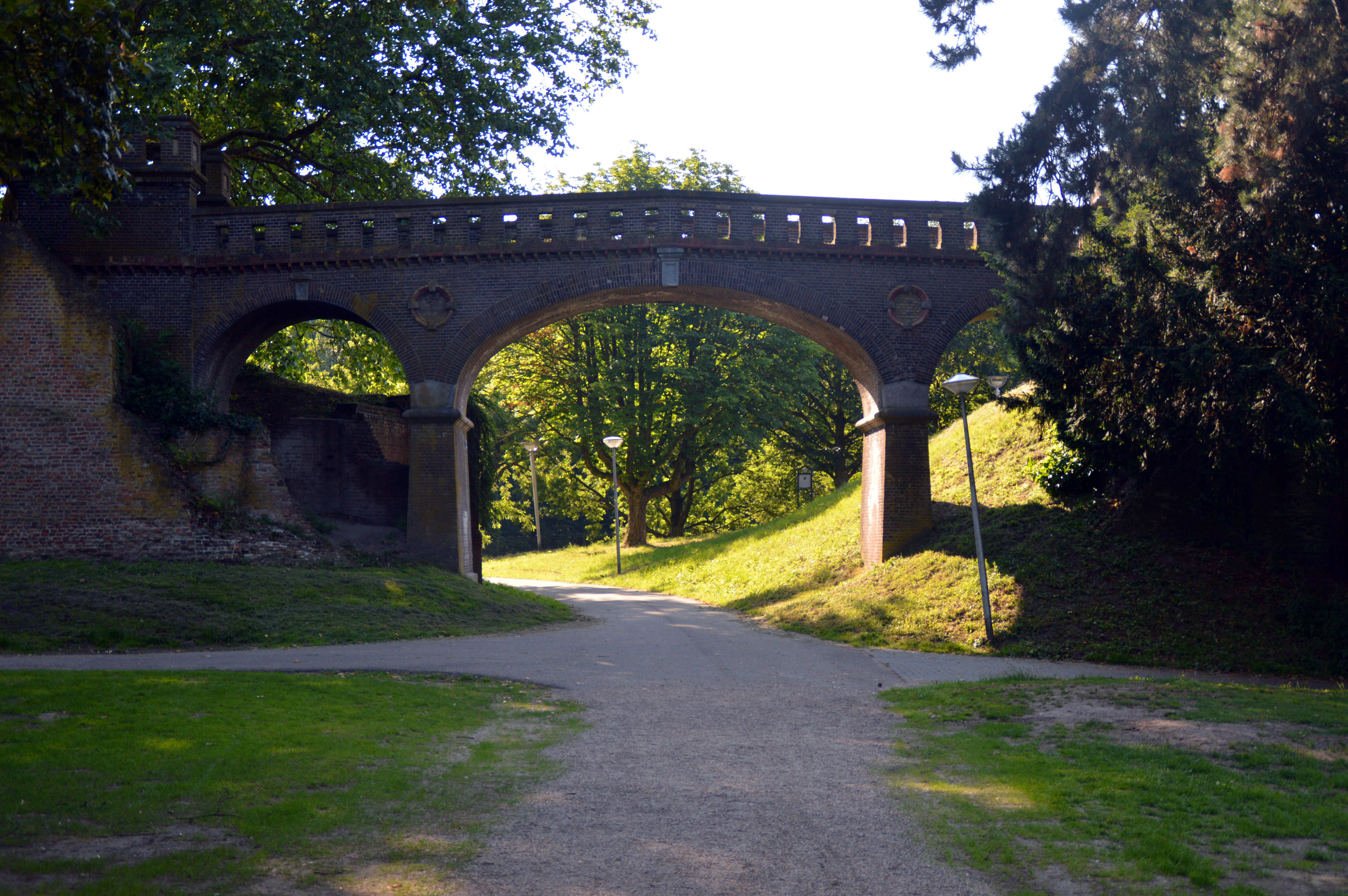
Voetbrug Hunnerpark Nijmegen
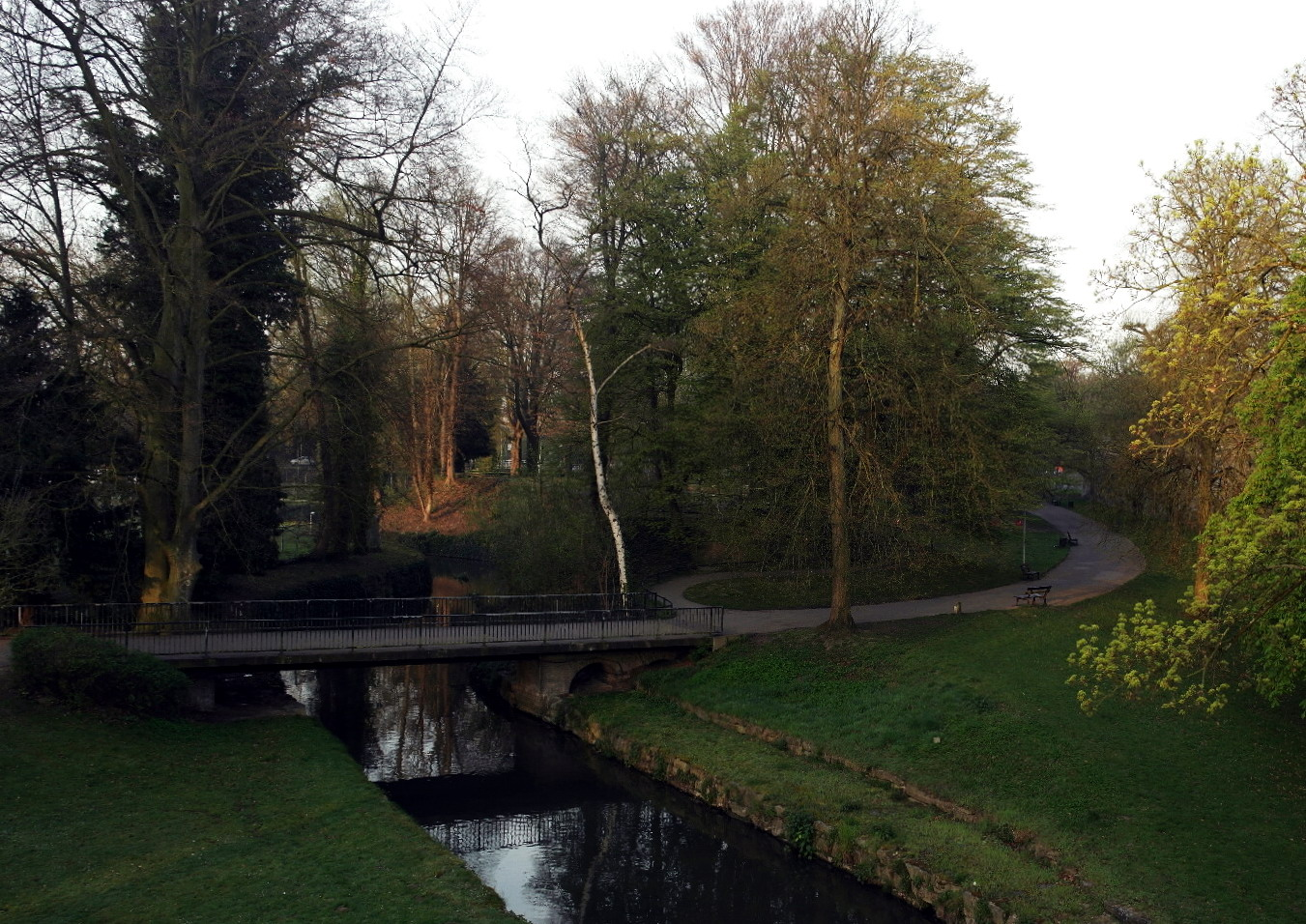
Stadspark, Maastricht
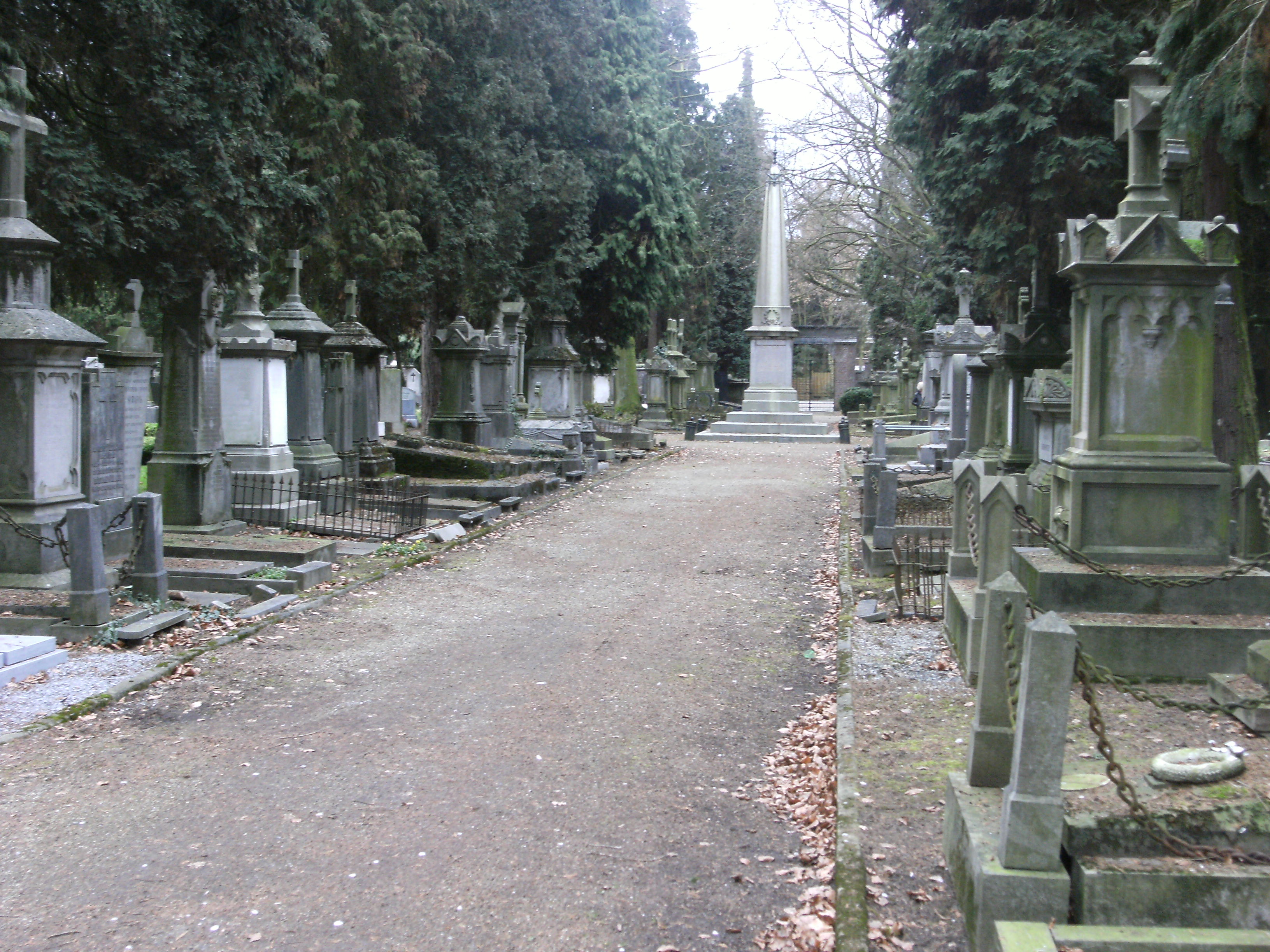
Begraafplaats, Maastricht